# Estádio Comendador Joaquim de Almeida Freitas
Das Estádio Comendador Joaquim de Almeida Freitas (deutsch Stadion Kommandant Joaquim de Almeida Freitas) ist ein Fußballstadion in der portugiesischen Gemeinde Moreira de Cónegos im nördlichen Distrikt Braga. Die Sportstätte mit 6.151 Plätzen ist die Heimat des Fußballvereins Moreirense FC und wurde am 20. Oktober 2002 eingeweiht. Im Stadion hat der Verein auch seinen Sitz. Der Bau der heutigen Spielstätte wurde nach zwei Aufstiegen Anfang der 2000er Jahre notwendig. Dabei erhielt es auch eine Flutlichtanlage. 
Das in Weiß und Hellgrau gehaltene Stadion verfügt neben der Haupt- und der Gegentribüne über eine unüberdachte Stehplatztraverse hinter dem Tor im Nordosten. An der Südwestseite ist ein Fußballkleinfeld quer zum Spielfeld angelegt worden. Hinter der Gegengeraden liegt ein Trainingsplatz. Die beiden Längstribünen sind überdacht. Im Gegensatz zur Gegentribüne ist die Haupttribüne mit Kunststoffsitzen und kleinen VIP-Logen bestückt. Die Stehplatzbereiche sind nicht mit Wellenbrechern gesichert.

## Galerie

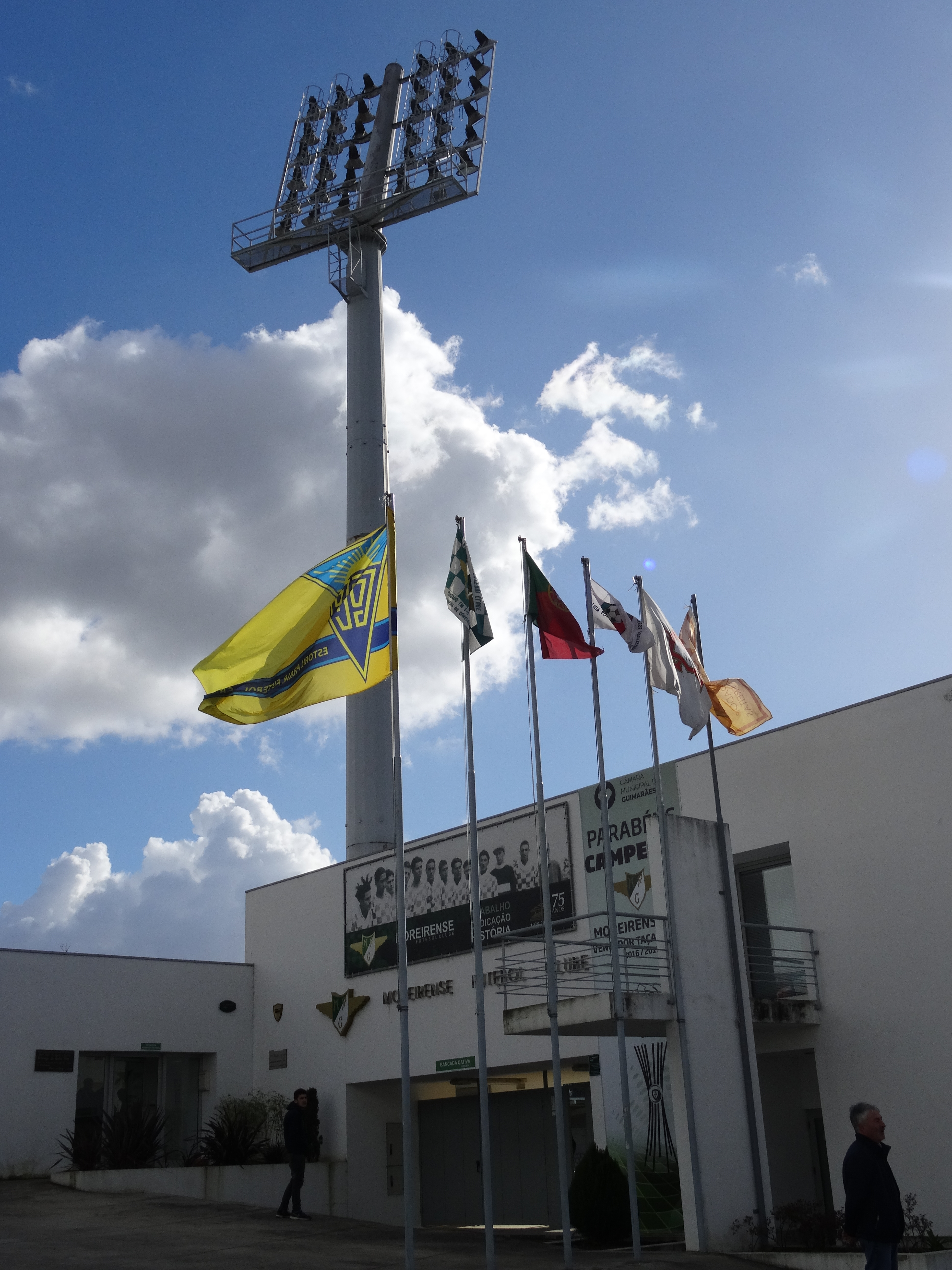
Außenansicht
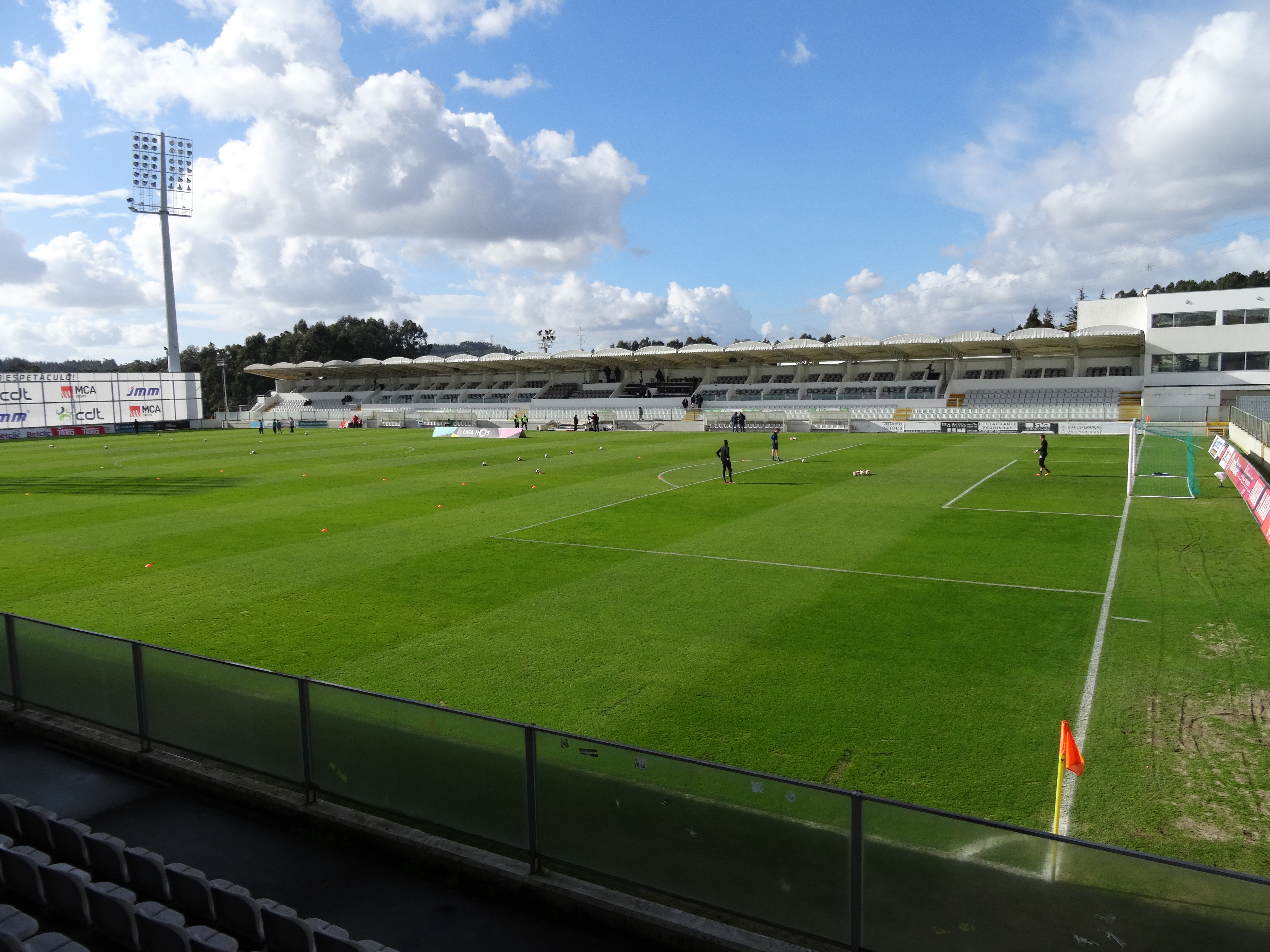
Blick auf die Haupttribüne
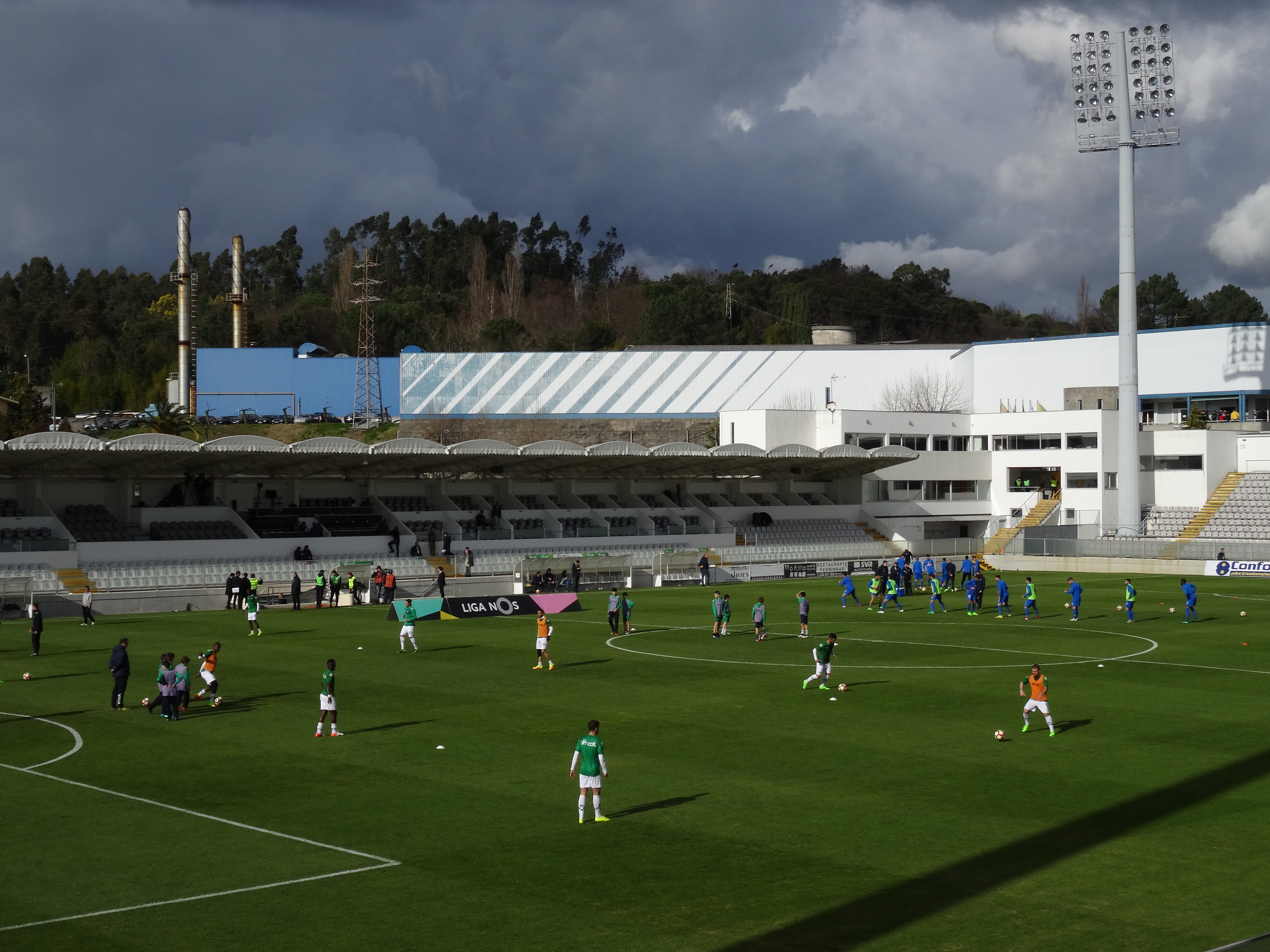
Ecke Haupttribüne und Hintertortribüne
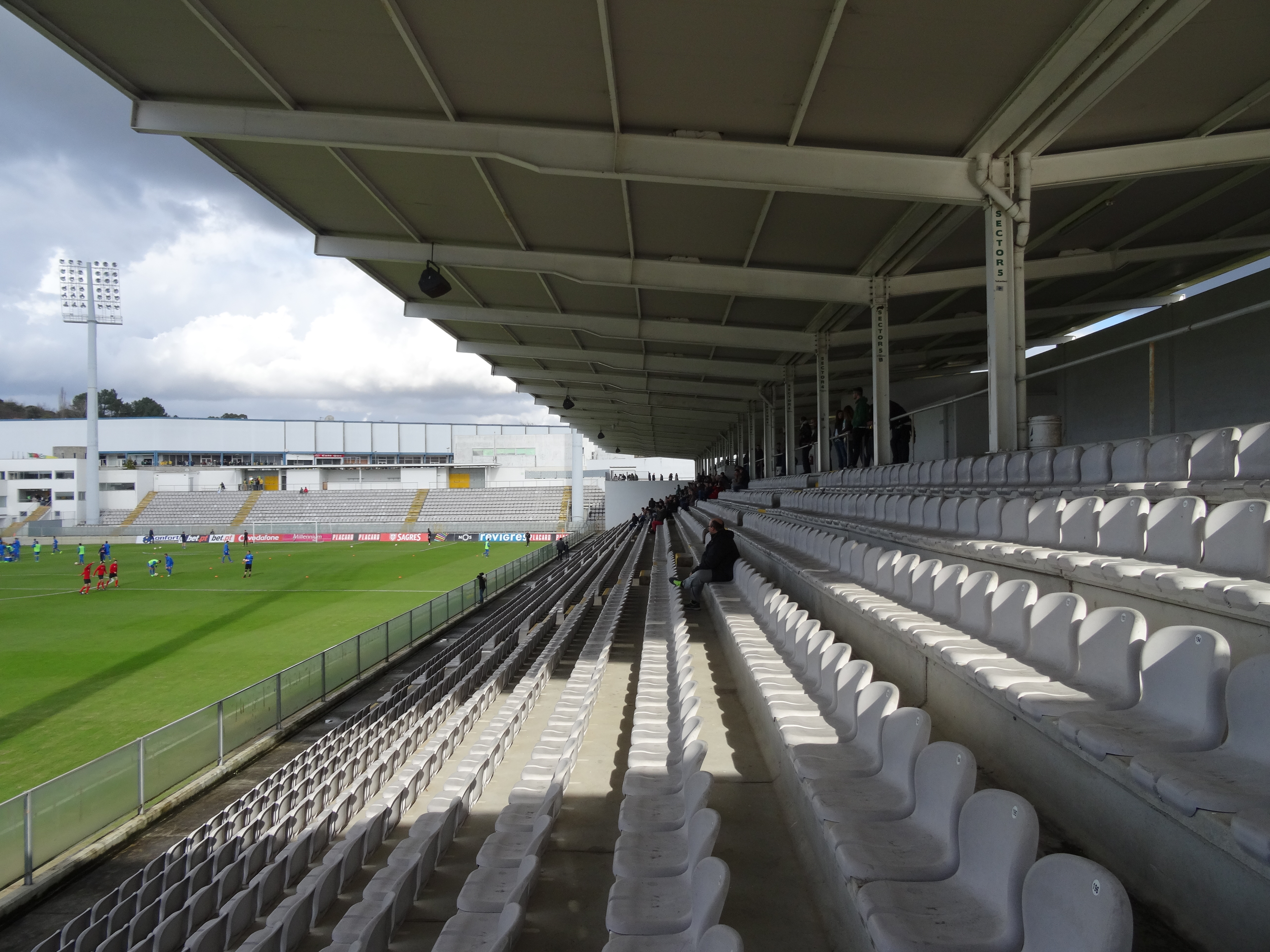
Gegentribüne